# Anbāj
Anbāj (persiska: انباج) är en ort i Iran.   Den ligger i provinsen Teheran, i den norra delen av landet, 29 km nordost om huvudstaden Teheran. Anbāj ligger 1 964 meter över havet och antalet invånare är 411.
Terrängen runt Anbāj är kuperad åt sydost, men åt nordväst är den bergig.Runt Anbāj är det glesbefolkat, med 19 invånare per kvadratkilometer. Närmaste större samhälle är Fasham, 16,2 km nordväst om Anbāj. Trakten runt Anbāj består i huvudsak av gräsmarker.